# La Dernière Chance (film, 1973)
Pour les articles homonymes, voir La Dernière Chance.
Pour plus de détails, voir Fiche technique et Distribution.
La Dernière Chance (L'ultima chance) est un film italien réalisé par Maurizio Lucidi et sorti en 1973. C'est un poliziottesco noir adapté du roman homonyme de Franco Enna,,.

## Synopsis
Floyd Gambino sort de prison pour vol de voiture. Son patron Joe Malcomb lui propose de se faire engager dans une bijouterie avec l'objectif de la braquer par la suite. Le vol réussit mais dans leur fuite un client se fait tuer et Floyd Gambino doit se cacher dans un motel. Michelle la femme du propriétaire de la bijouterie résussit à mettre la main sur le butin.

## Fiche technique
Sauf indication contraire, les informations mentionnées dans cette section peuvent être confirmées par la base de données cinématographiques IMDb,  présente dans la section « Liens externes ».
- Titre français : La Dernière Chance[4]
- Titre original : L'ultima chance[5]
- Réalisation : Maurizio Lucidi
- Scénario : Vittoria Vigorelli, Giovanni Fago, Maurizio Lucidi, Francesco Giorgi et Fulvio Gicca Palli d'après le roman de Franco Enna
- Photographie : Gábor Pogány
- Montage : Renzo Lucidi
- Musique : Luis Bacalov
- Assistant à la réalisation : Francesco Cinieri
- Décors : Giulia Mafai (it)
- Trucages : Massimo De Rossi (it)
- Production : Nicholas Demetroules
- Sociétés de production : Fral Cinematografica
- Pays de production :  Italie
- Lieux de tournage : Québec (Canada) et Italie
- Langue de tournage : italien
- Format : Couleur par Telecolor - Son mono - 35 mm
- Durée : 105 minutes
- Genre : Drame et poliziottesco
- Dates de sortie :
  - Italie : 14 septembre 1973
  - France : 10 août 1977[4]

## Distribution
- Fabio Testi (VF : Jean Fontaine) : Floyd Gambino
- Ursula Andress (VF : Janine Forney) : Michelle Norton
- Eli Wallach (VF : Edmond Bernard) : Joe
- Massimo Girotti (VF :René Arrieu) : Fred Norton
- Barbara Bach (VF : Sylvie Feit) : Emily Norton
- Carlo De Mejo : Albert
- Howard Ross (VF : Jean-Louis Maury) : Jack
- Susanna Onofri : Myriam
- Luigi Antonio Guerra

## Lieux de tournage
Certaines scènes du film sont tournées à Saint-Donat-de-Montcalm, au Québec, plus précisément sur le site de l'hôtel ''Château du Lac'' (qui fut démoli en 1976), en bordure du Lac Archambault. Plusieurs Donatiens et Donatiennes ont participé au tournage à titre de figurants.